# Spoorlijn Kronprinzenkoog - Neufelderkoog II
De spoorlijn Kronprinzenkoog - Neufelderkoog II was een Duitse spoorlijn in Sleeswijk-Holstein en was als spoorlijn 1219 onder beheer van DB Netze.

## Geschiedenis
Het traject werd door de Holsteinische Marschbahngesellschaft geopend tussen Kronprinzenkoog en Kronprinzenkoog Süd op 17 oktober 1884. De Deutsche Reichsbahn heeft de lijn verlengd van Kronprinzenkoog Süd naar Kaiser-Wilhelm-Koog op 15 september 1930 en van Kaiser-Wilhelm-Koog naar Neufelderkoog op 1 sept 1931. Het personenvervoer op deze lijn heeft nooit plaatsgevonden, goederenvervoer tot Neufelderkoog heeft plaatsgevonden tot 26 mei 1962 en tot Kaiser-Wilhelm-Koog tot 29 oktober 1967. Daarna is de lijn gesloten en opgebroken.  

## Aansluitingen
In de volgende plaats was er een aansluiting op de volgende spoorlijn:
Kronprinzenkoog Ladestelle
DB 1217, spoorlijn tussen de aansluiting Marne - Friedrichskoog III